# Satovtcha
Satovtcha (Сатовча en bulgare) est une ville du sud-ouest de la Bulgarie.

## Géographie
Le village de Satovtcha est situé dans le sud-ouest de la Bulgarie, à 190 km au sud-sud-est de Sofia. Il est le chef-lieu de la commune de Satovtcha.

## Histoire
Une étude réalisée par Vassil Kantchov indique que, le village était peuplé, en 1900, par 832 bulgares musulmans (Pomaks) et 650 bulgares orthodoxes.

## Galerie

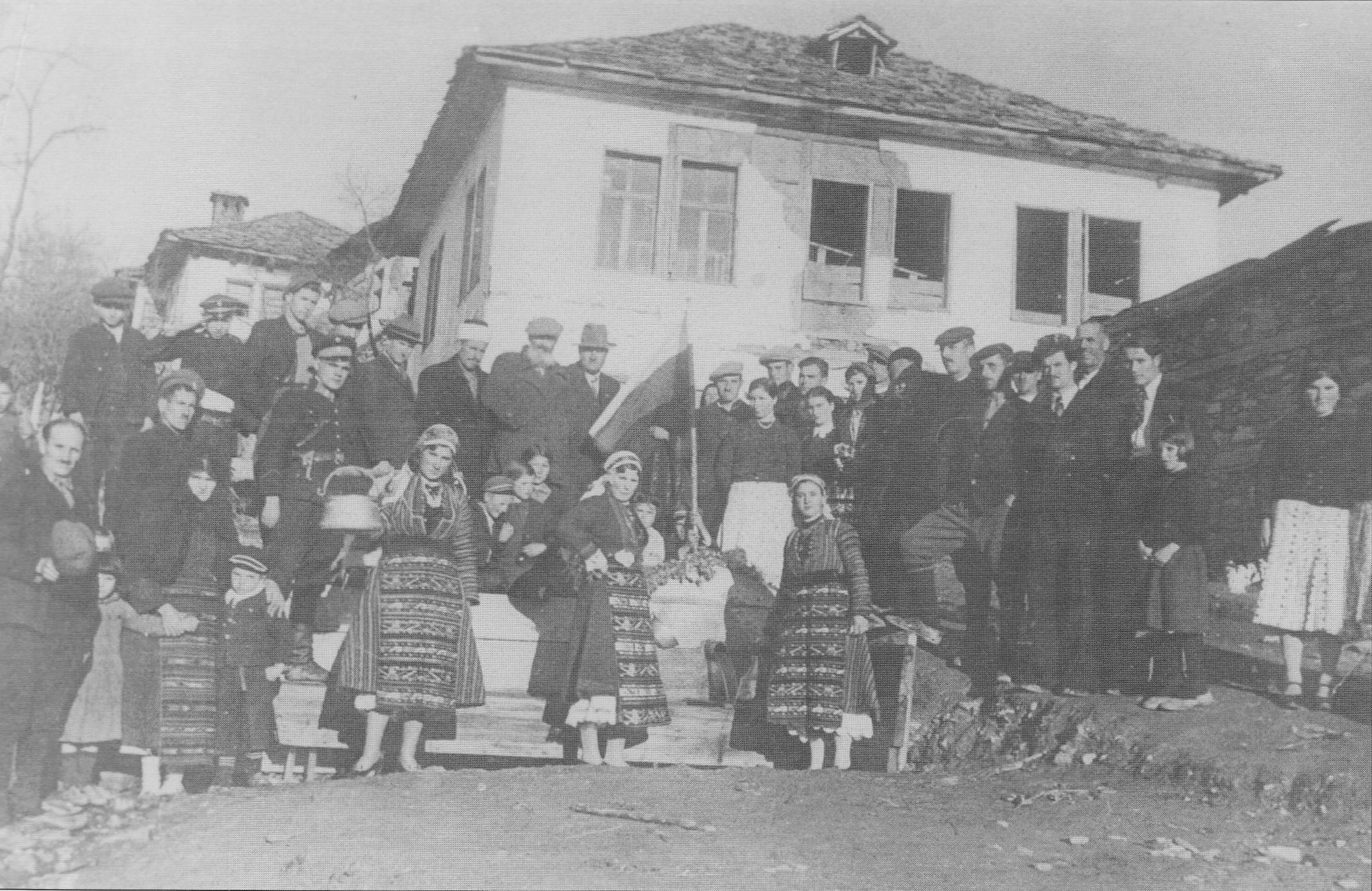
Officiels et habitants bulgares musulmans (Pomaks) assistant à l'inauguration de la première fontaine municipale
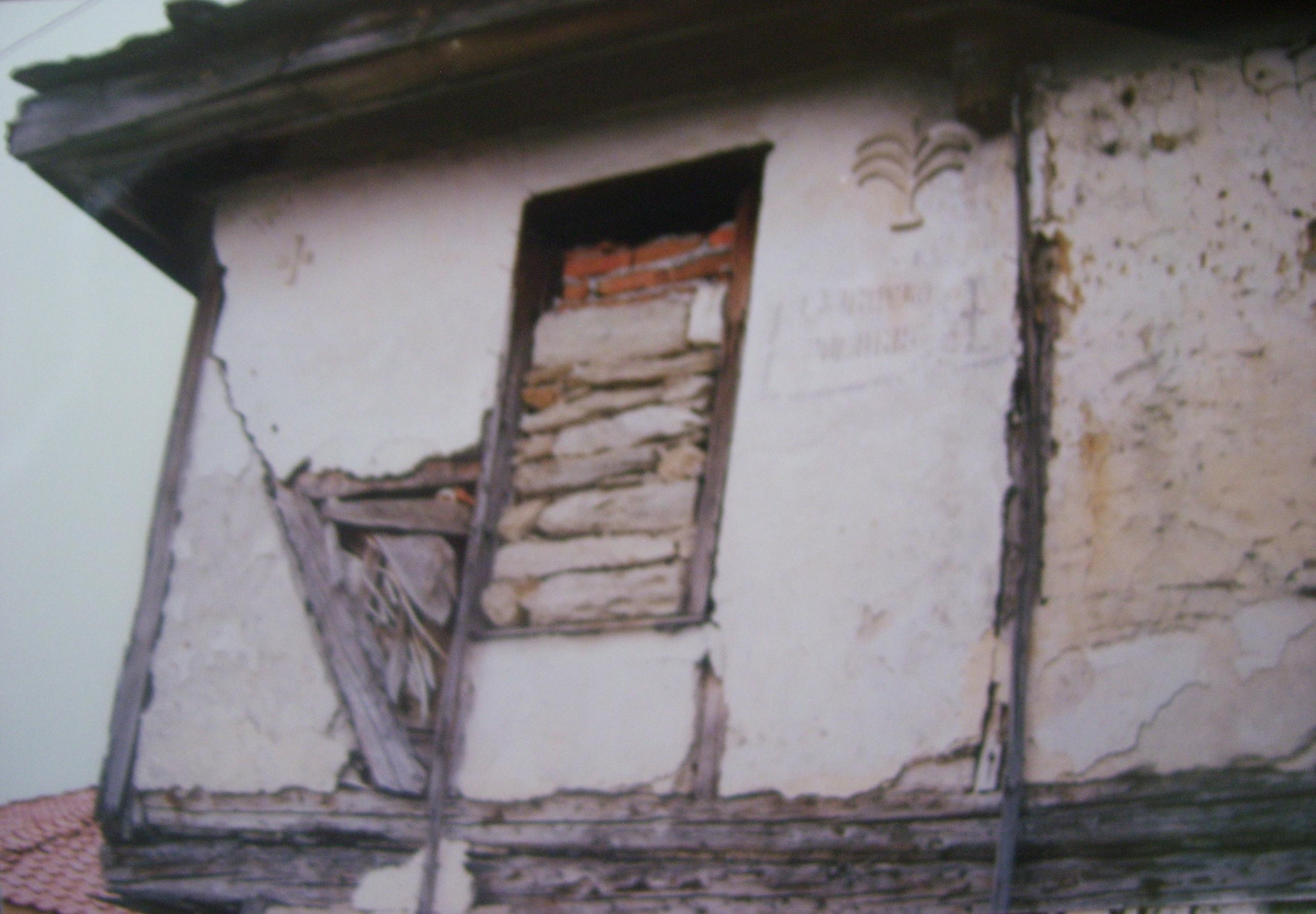
Bâtiment de l'ancienne école bulgare (photo de 1992)
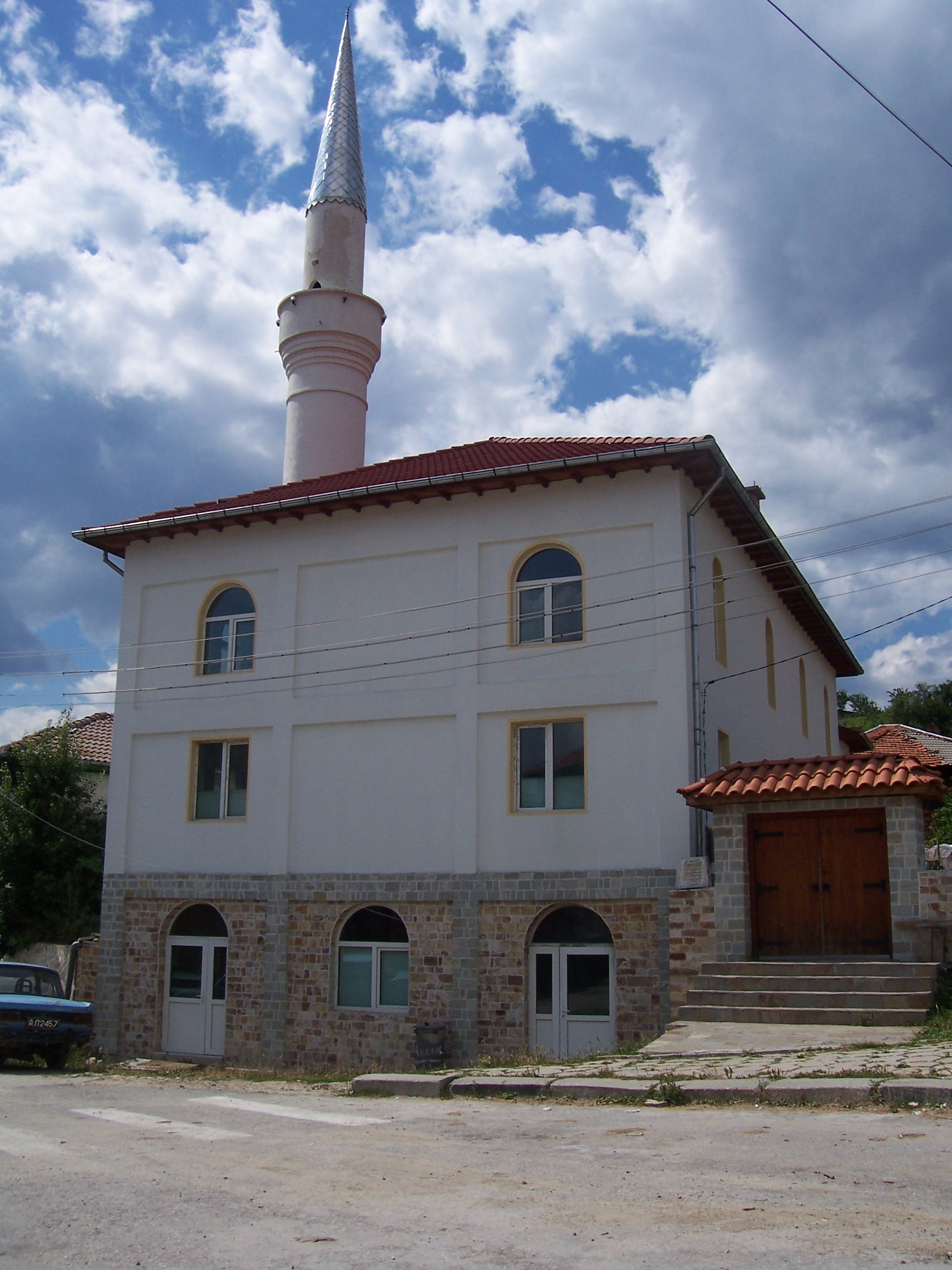
La mosquée à Satovtcha